# Северный (Щербиновский район)
Северный  — посёлок в Щербиновском районе Краснодарского края России.
Входит в состав Щербиновского сельского поселения.

## География
Посёлок расположен в 3 км северо-восточнее административного центра поселения — посёлка Щербиновского.
В посёлке три улицы: Октябрьская, Островского и Пролетарская.

## Население
| 2002 | 2010 |
| ---- | ---- |
| 178  | ↘130 |